# Gemeinnützige Wohnungsgesellschaft der Stadt Linz
Die Gemeinnützige Wohnungsgesellschaft der Stadt Linz GmbH (GWG) ist das am 4. Juni 1941 gegründete Wohnungsunternehmen der Stadt Linz. Die GWG verwaltet im Jahr 2010 18.543 Wohnungen, 52 Reihenhäuser, 317 Geschäftsflächen und 4.886 Garagenplätze. Die Stadt Linz ist mit 95 % Mehrheitseigentümerin der GmbH. 5 % hält die Immorent AG.(Stand 2010)
Neben Immobilienverwaltung, Bautechnik und Baumanagement als Hauptgeschäftsfelder des Unternehmens werden an bestehenden Objekten auch Lift- und Balkonzubauten (mit eigenständigen Tragwerken) errichtet.
Im Jahr 2007 wurde die ehemalige Wohnungsgesellschaft der Agrolinz Melamine International GWCL (Gemeinnützige Wohnungsgesellschaft der Chemie Linz AG) mit insgesamt 1.896 Verwaltungseinheiten von der GWG übernommen. 2008 wurde das städtische Seniorenheim „Franz Hillinger“ im Stadtteil Urfahr mit 128 Zimmern eröffnet. Das Unternehmen ist Mitglied des österreichischen Verbands gemeinnütziger Bauvereinigungen.